# Bud Duncan
Pour les articles homonymes, voir Duncan.
Bud Duncan (né le 31 octobre 1883, mort le 25 novembre 1960) est un acteur américain du cinéma muet. Il est connu en particulier pour le duo qu'il a formé avec Lloyd Hamilton à partir de 1914. Il a joué dans plus de 160 films.

## Biographie
Bud Duncan naît à Brooklyn en 1883. Son père était représentant de commerce et ventriloque. Bien que son père l'ai envoyé dans une école militaire, il se lance dans le théâtre et le vaudeville. Il travaille en particulier avec des acteurs tels que Lew Fields (en) ou Kolb and Dill (en). Sa première apparition au cinéma est pour la Biograph Company, puis ultérieurement la Nestor Film Company. Il rencontre alors Lloyd Hamilton, et le duo est engagé par la Kalem Company. Ils sont alors crédités sous le nom « Ham and Bud ».
Il meurt en novembre 1960 d'une insuffisance respiratoire, et est enterré au Woodlawn Cimetery à Santa Monica.

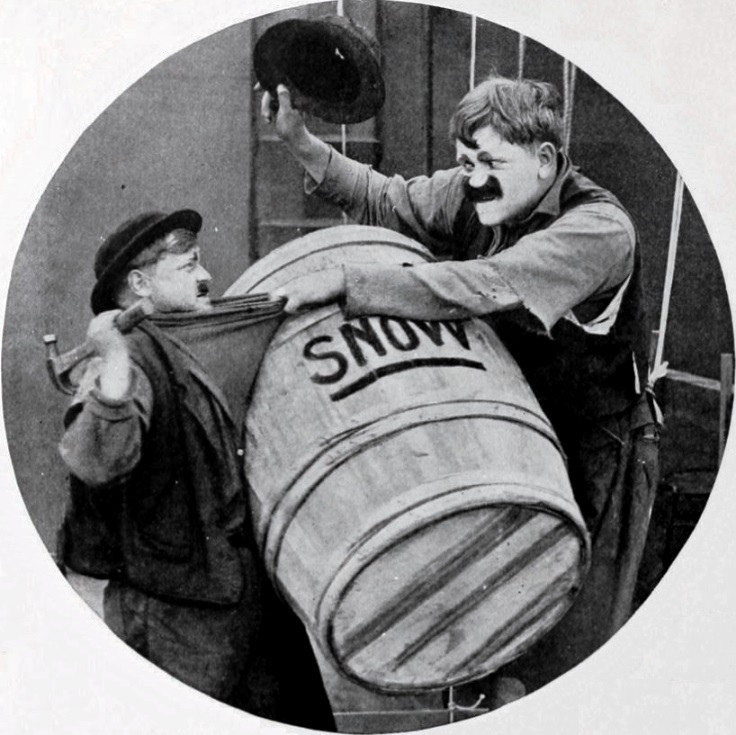
Bud Duncan et Lloyd Hamilton dans Raskey's Road Show (1915).

## Filmographie partielle
- 1913 : Red Hicks Defies the World (en)
- 1913 : Almost a Wild Man (en)
- 1917 : A Whirlwind of Whiskers (en)
- 1918 : The Cruise of the Make-Believes
- 1919 : Maggie Pepper
- 1921 : All Wet[3]
- 1927 : The Haunted Ship (en)
- 1927-1929 : Toots and Casper (1927-1929), avec Thelma Hill
- 1931 : Riders of the Rio (en)
- 1942 : Private Snuffy Smith
- 1942 : Hillbilly Blitzkrieg (en)